# Giải bóng đá Hạng Ba Quốc gia 2018
Giải bóng đá Hạng Ba Quốc gia 2018 là mùa giải thứ mười bốn của Giải bóng đá Hạng Ba Quốc gia, giải đấu bóng đá hạng cao thứ tư thuộc hệ thống các giải bóng đá Việt Nam (sau V.League 1, V.League 2 và giải hạng Nhì) do Liên đoàn bóng đá Việt Nam (VFF) tổ chức hàng năm.

## Thay đổi đội bóng
Danh sách đội bóng có sự thay đổi so với mùa giải 2017.
| Đội bóng mới - Bình Điền - Đại học Thể dục Thể thao Bắc Ninh - Hà Nội C - Hà Nội Phù Đổng - Hoàng Sang Thành phố Hồ Chí Minh - PVF - SHB Đà Nẵng B | Thăng hạng lên giải hạng Nhì 2018 - Bà Rịa Vũng Tàu - Nam Định B - Quảng Ngãi - Vĩnh Long Xuống hạng từ giải hạng Nhì 2017 - Sanatech Khánh Hòa (mua lại suất của Cà Mau đã giải thể để tiếp tục thi đấu tại giải hạng Nhì 2018) Không tham gia mùa giải này - Công An Nhân Dân B - Kiên Giang |

## Thể thức thi đấu
Tám đội bóng chia làm hai bảng A và B, trong mỗi bảng các đội thi đấu vòng tròn một lượt tính điểm số để xếp hạng. Hai Đội xếp thứ nhất và một đội xếp thứ nhì có chỉ số cao hơn sẽ giành quyền thăng hạng lên chơi tại Giải hạng nhì 2019.

## Các bảng

### Bảng A
Các trận đấu diễn ra tại Bắc Ninh.

| VT | Đội                               | ST | T | H | B | BT | BB | HS | Đ | Giành quyền tham dự           |
| -- | --------------------------------- | -- | - | - | - | -- | -- | -- | - | ----------------------------- |
| 1  | Hà Nội C                          | 3  | 2 | 1 | 0 | 3  | 1  | +2 | 7 | Thăng hạng Giải hạng Nhì 2019 |
| 2  | Hà Nội Phù Đổng                   | 3  | 2 | 0 | 1 | 5  | 3  | +2 | 6 |                               |
| 3  | PVF                               | 3  | 1 | 1 | 1 | 2  | 2  | 0  | 4 |                               |
| 4  | Đại học Thể dục Thể thao Bắc Ninh | 3  | 0 | 0 | 3 | 3  | 7  | −4 | 0 |                               |

| 22 tháng 10 năm 2018 | PVF | 0–2 | Hà Nội Phù Đổng                        | Sân ĐHTDTT Bắc Ninh, Bắc Ninh |  |
| 15:00                |     |     | Thái Minh Hiếu 37' · Bùi Anh Thống 48' | Trọng tài: Ngô Đắc Tiến       |  |

| 23 tháng 10 năm 2018 | ĐHTDTT Bắc Ninh     | 1–2 | Hà Nội C                              | Sân ĐHTDTT Bắc Ninh, Bắc Ninh |  |
| 15:00                | Đào Hoàng Giang 72' |     | Vũ Tiến Long 65' · Trần Văn Thắng 89' | Trọng tài: Trần Minh Hiếu     |  |

| 26 tháng 10 năm 2018 | Hà Nội Phù Đổng | 0–1 | Hà Nội C                             | Sân ĐHTDTT Bắc Ninh, Bắc Ninh |  |
| 15:00                |                 |     | Vũ Tiến Long 49' · Hồ Việt Hoàng 84' | Trọng tài: Ngô Đức Trung      |  |

| 27 tháng 10 năm 2018 | PVF                      | 2–0 | ĐHTDTT Bắc Ninh | Sân ĐHTDTT Bắc Ninh, Bắc Ninh |  |
| 15:00                | Nguyễn Kim Nhật 43', 59' |     |                 | Trọng tài: Lê Quang Cường     |  |

| 31 tháng 10 năm 2018 | Hà Nội C | 0–0 | PVF | Sân FIFA TTĐTBĐT Việt Nam, Hà Nội |  |
| 15:00                |          |     |     | Trọng tài: Ngô Đắc Tiến           |  |

| 31 tháng 10 năm 2018 | ĐHTDTT Bắc Ninh            | 2–3 | Hà Nội Phù Đổng                               | Sân ĐH TDTT Bắc Ninh, Bắc Ninh |  |
| 15:00                | Nguyễn Trung Hiếu 32', 37' |     | Thái Minh Hiếu 4', 87' · Thái Bảo Trung 90+1' | Trọng tài: Lê Quang Cường      |  |

### Bảng B
Các trận đấu diễn ra tại Thành phố Hồ Chí Minh.
| VT | Đội                              | ST | T | H | B | BT | BB | HS | Đ | Giành quyền tham dự           |
| -- | -------------------------------- | -- | - | - | - | -- | -- | -- | - | ----------------------------- |
| 1  | Hoàng Sang Thành phố Hồ Chí Minh | 3  | 2 | 1 | 0 | 6  | 4  | +2 | 7 | Thăng hạng giải Hạng Nhì 2019 |
| 2  | SHB Đà Nẵng B                    | 3  | 2 | 1 | 0 | 4  | 2  | +2 | 7 | Thăng hạng giải Hạng Nhì 2019 |
| 3  | Bình Điền                        | 3  | 1 | 0 | 2 | 4  | 5  | −1 | 3 |                               |
| 4  | Đồng Nai                         | 3  | 0 | 0 | 3 | 3  | 6  | −3 | 0 |                               |

| 25 tháng 10 năm 2018 | Hoàng Sang TP.HCM                      | 2–1 | Đồng Nai                                          | Sân vận động Thống Nhất, Thành phố Hồ Chí Minh |  |
| 15:00                | Nguyễn Thanh Vị 12' · Đặng Văn Cảm 51' |     | Nghiêm Công Thành 25' · Nguyễn Thanh Hưng 44' 66' | Trọng tài: Nguyễn Minh Tuấn                    |  |

| 25 tháng 10 năm 2018 | Bình Điền | 0–1 | SHB Đà Nẵng B        | Sân vận động Thống Nhất, Thành phố Hồ Chí Minh |  |
| 17:45                |           |     | Nguyễn Minh Khái 41' | Trọng tài: Lê Ngọc Lợi                         |  |

| 28 tháng 10 năm 2018 | Đồng Nai | 1–2 | SHB Đà Nẵng B | Sân vận động Thống Nhất, Thành phố Hồ Chí Minh |
| 15:00                |          |     |               |                                                |

| 28 tháng 10 năm 2018 | Hoàng Sang TP.HCM | 3–2 | Bình Điền | Sân vận động Thống Nhất, Thành phố Hồ Chí Minh |
| 17:45                |                   |     |           |                                                |

| 31 tháng 10 năm 2018 | SHB Đà Nẵng B         | 1–1 | Hoàng Sang TP.HCM | Sân vận động Thống Nhất, Thành phố Hồ Chí Minh |  |
| 15:00                | Tạ Dương Anh Tuấn 51' |     | Lê Hoàng Anh 20'  | Trọng tài: Nguyễn Hương Phước                  |  |

| 31 tháng 10 năm 2018 | Bình Điền | 2–1 | Đồng Nai | Sân vận động Thống Nhất, Thành phố Hồ Chí Minh |
| 17:00                |           |     |          |                                                |

### Xét thăng hạng
| VT | Đội             | ST | T | H | B | BT | BB | HS | Đ | Giành quyền tham dự           |
| -- | --------------- | -- | - | - | - | -- | -- | -- | - | ----------------------------- |
| 1  | SHB Đà Nẵng B   | 3  | 2 | 1 | 0 | 4  | 2  | +2 | 7 | Thăng hạng giải hạng Nhì 2019 |
| 2  | Hà Nội Phù Đổng | 3  | 2 | 0 | 1 | 5  | 3  | +2 | 6 |                               |